# Installateur (logiciel)
Pour les articles homonymes, voir Installateur.
Un installateur (ou installeur par calque du mot anglais installer) est un programme permettant d'installer un logiciel ou un pilote sur un ordinateur. Ces programmes interagissent généralement avec l'utilisateur à l'aide de boîtes de dialogue.

## Détails
Un installateur a pour but de procéder automatiquement à la copie sur l'ordinateur cible (et parfois au paramétrage) des programmes et fichiers composant le logiciel (ou pilote), afin de rendre possible son bon fonctionnement.
En effet, un logiciel exige souvent, en fonction de la manière dont il a été conçu, que certains de ses fichiers se trouvent à des endroits bien précis du système de l'ordinateur où il est installé, ou que des modifications soient apportées à ce système (mise à jour de la base de registre de Windows par exemple) lors de son installation afin de lui permettre de fonctionner correctement. C'est donc le but d'un installateur de procéder automatiquement à ces copies et modifications.
Dans certains cas, l'installateur d'un logiciel peut avoir besoin de certaines informations et données que l'utilisateur doit lui fournir (dossier d'installation, espace disque alloué…) au cours de l'installation. Des messages intégrés à l'installateur permettent alors à ce dernier de demander (et d'enregistrer) les réponses de l'utilisateur. De plus, lorsque l'installation du logiciel se décompose en plusieurs étapes, l'utilisateur est souvent amené à valider chaque étape effectuée afin que l'installateur puisse passer à l'étape suivante. 
La distribution d'installateurs peut se faire physiquement (support DVD par exemple), en ligne via le site web du créateur du logiciel, ou via un marché d'applications. Dans ce dernier cas, l'utilisateur ne voit généralement pas l'installateur : le logiciel est installé automatiquement.

## Exemples d'installateurs
Et aussi:
- (en) InstallBuilder
- (en) InstallAnywhere
- (en) Flexera Software

## Sous catégories

### Installateur de système
L'installation d'un système d'exploitation est réalisée au moyen d'un "installateur système", inclus dans le média d'installation de ce système à installer.

### Désinstallateur (de logiciel)
Depuis les années 1990, il est parfois possible de désinstaller un logiciel ou pilote, par exemple afin de récupérer de l'espace de stockage. Le pilote ou logiciel est parfois livré avec son propre désinstallateur, ou dans le cas contraire (ou si celui-ci échoue) il existe des logiciels spécialisés dans la désinstallation (logiciel utilitaire).
Uninstaller (en)
Par exemple : 

### Gestionnaire de paquets
Ils ont été rendus possibles par la popularisation d'internet.

### Magasin d'applications en ligne
Ils ont été rendus possibles par la popularisation d'internet.